# Isabelle Junot
Isabelle Junot (Nueva York, 18 de abril de 1991) es una aristócrata y empresaria francesa danesa, naturalizada española y marquesa consorte de Cubas.

## Biografía
Es hija del empresario francés Philippe Junot (primer esposo de Carolina de Mónaco) y de la exmodelo danesa Nina Wendelboe-Larsen. Se crio y creció en Nueva York y se educó en París, aunque de pequeña solía vivir ocasionalmente en la costa de Málaga. Durante su adolescencia vivió dos años en Marbella. Estudió en el Institut de Le Rosey en Suiza, un internado suizo, y en el Liceo Francés de Madrid.
Estudió arte dramático en la Universidad de Virginia (EE. UU.). Posteriormente, continuó su formación en actuación en el estudio Stella Adler Studio of Acting, en el Upright Citizens Brigade Training Center y en el The Acting Studio de Nueva York. En el año 2019 participó en la película Fuel, dirigida por Israel González
Ha vivido en Nueva York, París, Suiza, Copenhague, Londres, Madrid y Marbella. Desde 2018 vive en Madrid. Habla francés, danés, inglés, español e italiano.
En el año 2022 participó en la séptima edición de MasterChef Celebrity España, llegando hasta la semifinal del talent culinario.

## Vida privada
Tal como declaró Junot, de pequeña tuvo una educación muy estricta que le dio su madre, como por ejemplo tenía prohibido dar besos en público. Según Junot “Mi madre me lo ha prohibido desde pequeña. Ella era la estricta, entonces los modales eran muy importantes”.
El 2 de abril de 2021 se casó con Álvaro Falcó en Plasencia, actual titular del Marquesado de Cubas, convirtiéndose en marquesa consorte de Cubas. Es prima política de la aristócrata Tamara Falcó, actual titular del marquesado de Griñón.
Según ha declarado la propia Junot, lleva un estilo de vida muy saludable, no fuma, no bebe alcohol y solo consume comida orgánica.
Es amiga cercana de la empresaria Belén Barnechea, hija de Alfredo Barnechea, y de la diseñadora Carlota Muñoz-Vargas, con quien estuvo viviendo en Nueva York.
El 11 de junio de 2023 nace su hija Philippa en la Clínica Ruber Internacional de Madrid.
Su suegra, Marta Chávarri, es encontrada muerta en su piso de Madrid el 21 de julio de 2023 a causa de un infarto.